# ザッカリア
ザッカリア（Zaccaria）は、かつて存在したイタリアのピンボール会社、ゲーム会社。
サンマリノ、フランコ、ナターレのザッカリア3兄弟によって1974年に設立された。1988年に倒産。

## 概要
1970年代から1980年代にかけて、アメリカのメーカーと互角の品質のゲームを制作できる、欧州では数少ないピンボールメーカーの一つであり、ピンボールメーカーとしては一時期バリー、ウィリアムスに次ぐ世界第3位の規模にあった。ザッカリア社のピンボールはアメリカ、日本など海外にも輸出された。
後にビデオゲームも制作した。MIDCOIN社などとともに、当時ビデオゲームを制作した数少ないイタリアのメーカーでもある。『スペースインベーダー』のコピーである『The Invasion』、『ペンゴ』のコピーである『Penta』など、ほぼ他社のコピーゲームであったが、『Quasar』などのオリジナルゲームも制作した。

## ピンボール
- Tropical (197?)
- Cine Star (197?)
- Top Hand (1973?)
- Red Show (1975)
- Ten Up (1975)
- Lucky Fruit (1975)
- Ten Stars (1976)
- Moon Flight (1976)
- Wood's Queen (1976)
- Aerobatics (1977)
- Circus (1977)
- Combat (1977)
- Nautilus (1977)
- Universe (1977)
- Supersonic (1977)
- Queen's Castle (1978)
- Winter Sports (1978)
- House of Diamonds (1978)
- Strike (1978)
- Future World (1978)
- Ski Jump (1978)
- Shooting the Rapids (1979)
- Hot Wheels (1979)
- Space City (1979)
- Fire Mountain (1980)
- Star God (1980)
- Space Shuttle (1980)
- Earth Wind Fire (1981)
- Locomotion (1981)
- Soccer Kings (1982)
- Pinball Champ '82 (1982)
- Pinball Champ (1983)
- Time Machine (1983)
- Farfalla (1983)
- Devil Riders (1984)
- Magic Castle (1984)
- Robot (1985)
- Clown (1985)
- Pool Champion (1985)
- Mystic Star (1986)
- Blackbelt (1986)
- Mexico ’86 (1986)
- Zankor (1986)
- Spooky (1987)
- Star's Phoenix (1987)
- New Star's Phoenix (1987)

## ビデオゲーム
- TV-Joker (1974,PONGのコピーゲーム、2人または4人対戦が可能)
- The Invaders (1978,スペースインベーダーのコピーゲーム)
- Astro Wars (1979)
- Dodgem (1979)
- Galaxia (1979,ギャラクシアンのコピーゲーム)
- Quasar (1980, アメリカではUS Billiards社から配給された)
- Space Pirate (1980)
- Scorpion (1982)
- Laser Battle (1982, アメリカではミッドウェイゲームズ社から「Lazarian」の名で配給された)
- Cat and Mouse (1982)
- Eggor (1983)
- Money Money (1983)
- Shooting Gallery (1984)
- Jack Rabbit (1984)